# Opel 45/50 PS
L'Opel 45/50 PS est une voiture de la catégorie luxueuse construite par Adam Opel KG seulement en 1906.

## Historique et technologie
La 45/50 PS était légèrement plus courte que la 35/40 PS introduite un an plus tôt, mais elle avait un moteur plus gros et plus puissant. La voiture de luxe était l’Opel la plus puissante de son époque.
Le moteur était un moteur quatre cylindres d'une cylindrée de 8 016 cm³ (alésage × course = 135 mm × 140 mm), qui produisait 50 ch (37 kW) à 1 500 tr/min. Le moteur à commande latérale avec tête en T était refroidi par eau. Le carburateur à piston était doté d'un préchauffage pour le mélange air-carburant. Chaque cylindre avait deux bougies d'allumage, l'une alimentée par un allumage par batterie et l'autre par un allumage magnéto. La puissance du moteur était transmise à l'essieu arrière via un embrayage à cône en métal, une boîte de vitesses manuelle à quatre vitesses et un arbre à cardan.
Le cadre était constitué de profilés en acier et il était renforcé de bois. Les deux essieux rigides étaient suspendus sur des ressorts à lames longitudinaux semi-elliptiques. Le frein de service agissait sur l'arbre de sortie de la transmission. Le frein à main a été conçu comme un frein à tambours agissant sur les roues arrière.
Il y avait trois styles de carrosserie, un phaéton à deux places, une voiture de tourisme à quatre places et une berline quatre portes. La variante la moins chère (le phaéton), coûtait 20 000 Reichsmark.
Fin 1906, la construction de la 45/50 PS est arrêtée. La successeur était le modèle 32/50 PS plus grosse.